# Explosão de Desejos
Explosão de Desejos é o primeiro álbum de estúdio da dupla sertaneja Leandro & Leonardo, lançado em 1986. Se tornaram conhecidos através da canção "Contradições", que permitiu a gravação do álbum pela gravadora 3M. O álbum vendeu 150 mil unidades.

## Faixas
| N.º | Título                  | Compositor(es)               | Duração |  |
| 1.  | "Contradições"          | César Augusto / Martinha     | 2:55    |  |
| 2.  | "Filme de Amor"         | Gilberto / Gilmar            | 3:08    |  |
| 3.  | "Explosão de Desejos"   | Cleyton / Cristiane          | 2:35    |  |
| 4.  | "Eu Nem Sei Existir"    | Gabriel                      | 1:56    |  |
| 5.  | "Pé de Milho"           | César Augusto / Iranfe       | 2:41    |  |
| 6.  | "Teatro da Vida"        | Leal / Oscar Mendonça        | 2:45    |  |
| 7.  | "Muros Coloridos"       | Ary Santana / Orestes Rocha  | 2:28    |  |
| 8.  | "Fui um Tolo"           | Marcix / Mário Campanha      | 2:50    |  |
| 9.  | "Sublime Renúncia"      | Pery / Prado Jr.             | 3:13    |  |
| 10. | "Relienta"              | Odaés Rosa                   | 2:35    |  |
| 11. | "Moça Bonita do Campo"  | Neuber / Iranfe              | 3:16    |  |
| 12. | "Você Nasceu Para Amar" | Carrerito / Getúlio de Souza | 1:47    |  |

## Certificações
| Brasil (ABPD)                             | Ouro | 1986 | 150.000* |
| *número de vendas baseado na certificação |      |      |          |